# أناهيت تسيتسيكيان
أناهيت تسيتسيكيان(الأرمينية : Անահիտ Ցիցիկյան ؛ ولدت في مدينة سانت بطرسبرغ ، 26 أغسطس 1926 ؛ توفيت في يريفان ، 2 مايو، 1999) كانت أول عازفة كمان أرمنية مشهورة. تجولت في جميع أنحاء العالم من خلال أكثر من 100 مدينة خلال الحقبة السوفيتية . درست في المعهد الحكومي لمدة تقرب من 40 عامًا وكتبت أكثر من 300 مقالة وسيناريوهات للبرامج التلفزيونية والإذاعية. كانت أيضًا عالمة أسست فرعًا جديدًا للموسيقى الأرمنية، وتاريخ الفن الأدبي، وكرست آخر عشرين عامًا من حياتها للبحث في مجال تاريخ الموسيقى القديم، لتصبح مؤسسًا لفرع جديد من الأرمن علم الآثار الموسيقية.
تم اختيار تسيتسيكيان لفنانة أرمينية أو فنانة شعبية أرمنية (1967) ، ودكتوراه في العلوم الموسيقية (1970) وأستاذة الموسيقى (1982).

## الجوائز
أناهيت تسيتسيكيان كانت فنانة مميّزة في أرمينيا (1967) ، ودكتوراه في علم الموسيقى (1970) ، وأستاذة للموسيقى (1982). في عام 2004 سميت مدرسة الموسيقى باسمها في يريفان بأرمينيا.

## الروابط الخارجية
- Anahit Tsitsikian CD